# Saprinus spernax
Saprinus spernax är en skalbaggsart som beskrevs av Sylvain Auguste de Marseul 1862. Saprinus spernax ingår i släktet Saprinus och familjen stumpbaggar. Inga underarter finns listade i Catalogue of Life.